# Johan de Meij

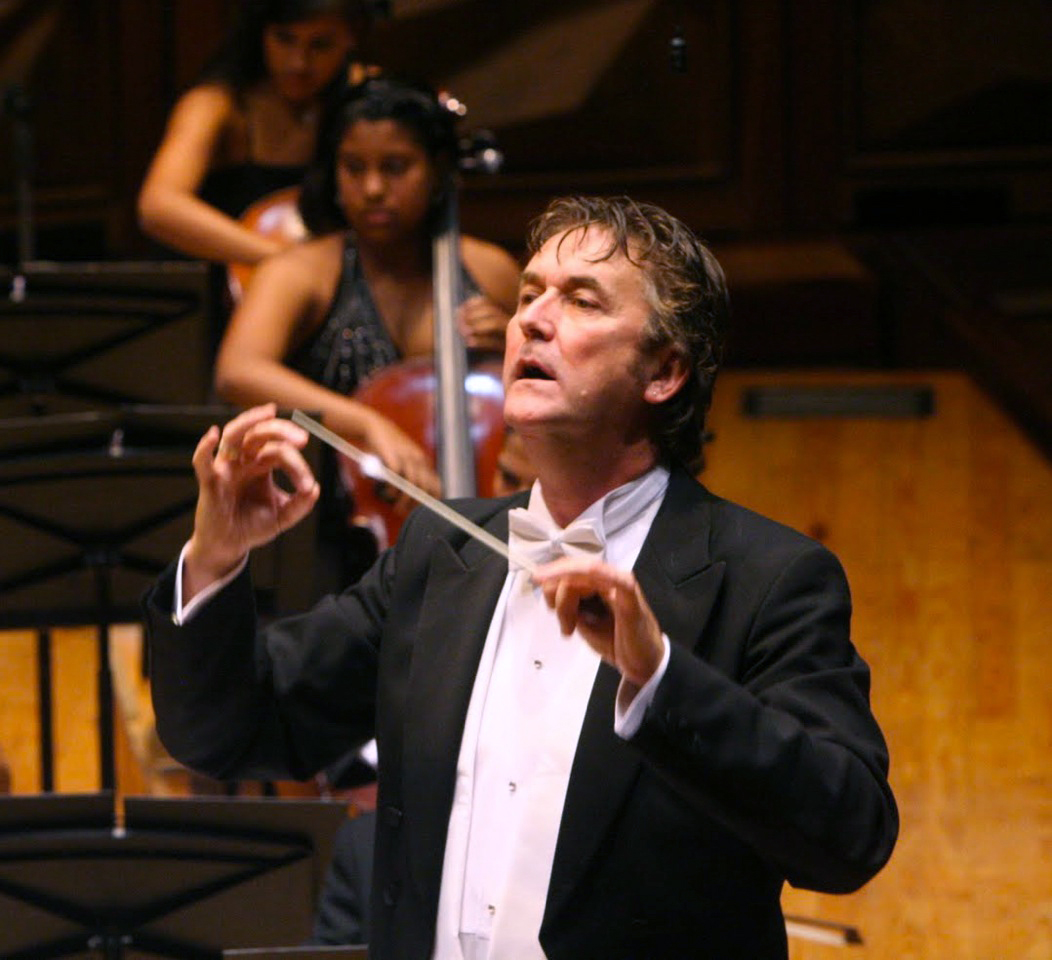
Johan De Meij

Johannes Abraham de Meij (Voorburg, 23 novembre 1953) è un compositore, direttore d'orchestra e trombonista olandese.

## Biografia
Johan De Meij si è formato musicalmente presso il Conservatorio Reale di Musica a L'Aia, dove ha studiato trombone e direzione d'orchestra, divenendo poi un esperto compositore di musiche per orchestra di fiati e banda sinfonica. Prima di dedicare il suo tempo esclusivamente alla composizione e direzione d'orchestra, Johan de Meij ha goduto di una carriera professionale di successo come suonatore di trombone ed euphonium, esibendosi con importanti orchestre e gruppi nei Paesi Bassi.
Le sue opere (tra cui composizioni originali, trascrizioni e arrangiamenti sinfonici di musica classica e per film) hanno raccolto successo e premi a livello internazionale.
Nel 1989 alla sua Sinfonia No. 1, intitolata "Il Signore degli Anelli" è stato assegnato il prestigioso Premio di Composizione Sudler. La stessa sinfonia è stata incisa da numerose orchestre sinfoniche e di fiati, tra cui la London Symphony Orchestra, North Netherlands Orchestra, la Filarmonica di Nagoya e la Amsterdam Wind Orchestra. La sua Sinfonia No. 2, dedicata alla città di New York, "The Big Apple",  la Sinfonia No. 3, "Planet Earth" e la Sinfonia No. 4, "Sinfonie der Lieder" così come i suoi concerti solistici, sono state accolte con entusiasmo in tutto il mondo.
Tra le sue composizioni e collaborazioni internazionali è importante sottolineare "The Red Tower", opera composta appositamente per la Banda civica musicale di Soncino con la quale è stata eseguita in prima mondiale alla Sala Verdi del Conservatorio Giuseppe Verdi di Milano.  Nel giugno 2015, De Meij ha diretto a Piacenza l'Orchestra di Fiati del Conservatorio "G. Nicolini", con la quale ha eseguito in prima nazionale italiana la sua terza sinfonia, "Planet Earth".
De Meij infatti è frequentemente richiesto anche come direttore ospite e docente, spesso invitato come esecutore e relatore delle proprie opere. È stato anche nominato direttore ospite regolare della Simón Bolívar Youth Wind Orchestra a Caracas, Venezuela (parte del celebre sistema educativo venezuelano El Sistema).

## Opere
- 1979 Patchwork per sestetto di ottoni
- 1984-1988 Symphony No. 1 "The Lord of the Rings"
  1. Gandalf
  2. Lothlórien
  3. Gollum
  4. Journey in the Dark (The Mines of Moria - The Bridge of Khazad-dûm)
  5. Hobbits
- 1988 Loch Ness - A Scottish Fantasy
  1. The Lake At Dawn
  2. Slowly
  3. Inverness
  4. Storm
  5. Conclusion
- 1989 Aquarium opus 5
  1. Allegretto grazioso (Neon Tetra, Electric Eel and Angelfish)
  2. Andante / Adagio (Sea Horse and Zebrafish)
  3. Finale: Allegro giocoso (Guppy & Co.)
- 1993 Symphony No. 2 "The Big Apple" (A New York Symphony)
  1. Skyline - Allegro assai
  2. Interlude - Times Square Cadenza
  3. Gotham - Largamente, allegro agitato e nervoso
- 1995 Polish Christmas Music- Part 1
  - basata sui Christmas carols polacchi Poklon Jezusowi; Mizerna, cicha; Aniol pasterzom mówil; Gdy sliczna Panna and Jam jest dudka
- 1995 Jazz Suite No.2 (of Dmitri Shostakovich) Trascrizione per banda sinfonica
  1. March
  2. Lyric Waltz
  3. Dance I
  4. Dance II
  5. Waltz no. 2
  6. Final
- 1996 T-Bone Concerto per trombone e concert band
  1. Rare
  2. Medium
  3. Well done
- 1997 Continental Overture
- 1998 La Quintessenza
  1. Introduzione
  2. Capriccio
  3. Arioso
  4. Alla Marcia
- 2000 Casanova per violoncello solista e banda sinfonica
  1. Prologo – Il Tema di Messer Grande
  2. Cadenza – Attos di Presentazione
  3. La Vita a Corte
  4. L'Arresto di Casanova
  5. Reminiscenze
  6. L'Evasione dai Piombi
  7. M.M. e C.C.
  8. Finale e Stretto: Il Trionfo dell'Amore
- 2002 The Venitian Collection
  1. Voice of Space (La Voix des Airs)
  2. The Red Tower (La Torre Rossa)
  3. Magic Garden (Zaubergarten)
  4. Empire of Light (L'Empire des Lumières)
- Klezmer Classics for wind orchestra
  1. Mazltov
  2. Dem Trisker Rebn's Nign
  3. Lomir Sich Iberbetn
  4. Chosidl
  5. Ma Yofus
- The Wind in the Willows
  1. The River
  2. Ratty and Mole
  3. Mister Toad
  4. The Return of Ulysses
- 2005 Extreme Make-over
  - Testpiece for the European Brass Band Contest 2005, Groningen-NL.
- 2006 Symphony No. 3 "Planet Earth"
  1. Lonely Planet
  2. Planet Earth
  3. Mother Earth
- 2006 Windy City Overture - commissionata dalla Northshore Concert Band
- 2007 Canticles per Trombone Basso e Orchestra di Fiati
- 2007 Festive Hymn
- 2008 Dutch Masters Suite
  1. The Night Watch (after Rembrandt van Rijn)
  2. The Love Letter (after Johannes Vermeer)
  3. Prince's Day (after Jan Steen)
- 2010 Spring - Overture for Wind Orchestra
- 2010 At Kitty O'Sheas (Irish Folk Song Suite)
- 2011 Cloud Factory
- 2012 UFO Concerto for Euphonium
- 2012 Extreme Beethoven - commissionats da The World Music Contest (WMC) in Kerkrade
- 2013 Symphony No. 4 "Sinfonie der Lieder"

1. Ein Jahr is nun geschwunden (text by Friedrich Rückert)
2. Wenn zur Tür herein (Rückert)
3. Wiedersehn (Rückert)
4. Zwei Brüder (Heinrich Heine)
5. Vorfrühling (Hugo von Hofmannsthal)
6. Liedchen des Harlekin (Hofmannsthal)